# Josephine van Anrooy
Josephine Louize van Anrooy (Zaltbommel, 2 oktober 1876 – Zürich (Zwitserland), 26 februari 1934) was een historica en privaatdocent aan de Rijksuniversiteit Utrecht.

## Leven en werk
Op jonge leeftijd stierf haar vader en na wat reizen door Nederland kwam Van Anrooy in Utrecht terecht, waar ze de hbs voor meisjes voltooide. Na een aantal jaren waarin ze les gaf, kreeg ze de kans om naar Zurich te gaan waar ze haar kandidaatsexamen staatshuishoudkunde haalde. In 1904 promoveerde ze in Zurich op het proefschrift Hausindustrie in der schweizerischen Seidenstoffweberei.
Van 1909 tot 1914 was Van Anrooy directrice van de School voor Maatschappelijk Werk. Haar doel was om het niveau van de school te verhogen tot academisch niveau. In dit streven werd ze gesteund door Philip Kohnstamm en Johannes Hermanus Gunning. 
In de daaropvolgende jaren verlegt Van Anrooy haar interesse van sociale geschiedenis naar de agrarische wetenschappen en doet zij onderzoek naar de invloed van de industrialisatie op de verervingsgewoonten in Twente.
In 1911 werd ze bestuurslid van het Centraal Bureau voor Sociale Adviezen.
In 1923 verhuisde Van Anrooy weer naar Zwitserland, waar ze in 1934 na een ziekbed van een paar weken stierf.
Haar broer was Peter van Anrooy.